# 恩納代湖
60°55′N 101°20′W / 60.917°N 101.333°W

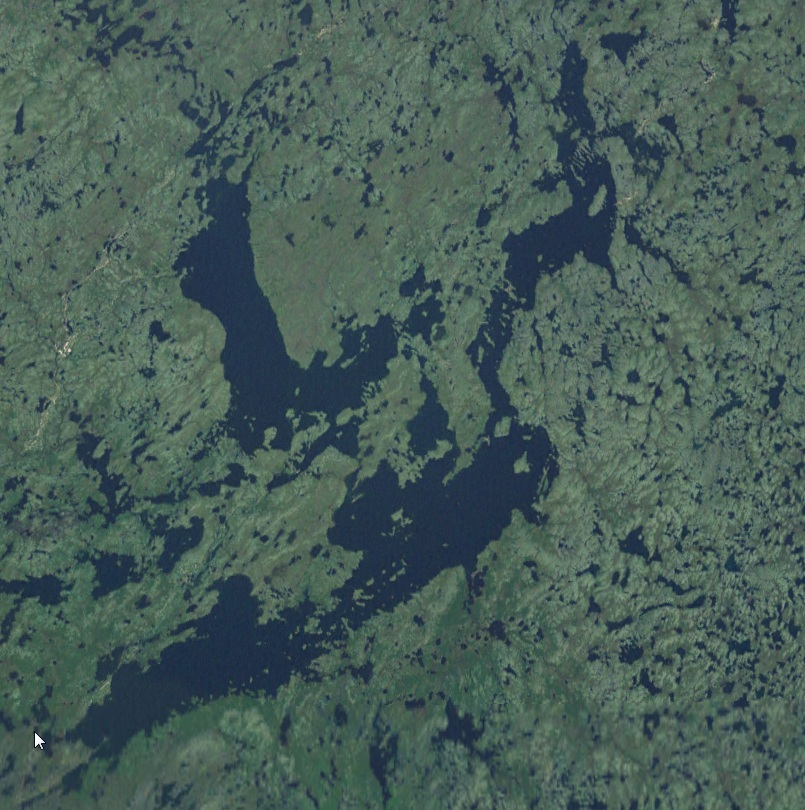
恩納代湖

恩納代湖是加拿大的湖泊，位於該國中部，由努納武特基蒂克美奧特地區負責管轄，長84公里、寬23公里，面積669平方公里，島嶼面積12平方公里，海拔高度311米。